# Sarnus Labes
La Sarnus Labes è una struttura geologica della superficie di 21 Lutetia.